# 九州産業大学付属九州産業高等学校
九州産業大学付属九州産業高等学校（きゅうしゅうさんぎょうだいがくふぞくきゅうしゅうさんぎょうこうとうがっこう）は、福岡県筑紫野市紫二丁目にある私立高等学校。

## 概要
九州産業大学の系属校で、学校法人九州産業工学園が運営する。同じく九州産業大学の系属校である九州産業大学付属九州高等学校は運営母体が九州中村高等学園であり、所在地も組織も異なる別の学校である。普通科と創造工学科のある高校で普通科は進学クラス・準特進クラス・特進クラス・スーパー特進クラスと分かれている。創造工学科では従来の機械科にデザイン、情報、電気という分野が加えられた。進路先については進学クラスは専門学校又は九産大。準特進クラスは、福岡大学や西南学院大学その他近辺の難関私立大、特進とスーパー特進は国公立及び難関国立大学となっている。
通称は、「九産大九産」（きゅうさんだいきゅうさん）。「九産」は九州産業大学の通称として使われる。

## 沿革
- 1961年（昭和36年）4月 - 日本電波工業高等学校として開校。
- 1964年（昭和38年）1月 - 校名を南福岡工業高等学校に変更。
- 1967年（昭和42年）4月 - 九州産業大学付属校となる。
- 1967年（昭和42年）6月 - 校名を九州産業高等学校に変更。
- 1977年（昭和52年）8月 - 第59回全国高校野球選手権大会初出場 一回戦敗退。
- 1994年（平成6年）6月 - 校名を九州産業大学付属九州産業高等学校に変更。

## 設置学科
- 普通科
  - スーパー特別進学クラス
  - 特別進学クラス
朝補習〜帰り補習まで徹底した学習が可能。九州大学等国公立大学の合格を目指す。
  - 準特別進学クラス
  - 進学クラス
    - 文系クラス（2年次より）
    - 理系クラス（2年次より）
- 機械科(2025年度より名称を創造工学科に変更)

なお、普通科に限り特別進学クラスの他、準特進クラス（次年次からの編入が可）がある。

## 通学手段など
- 鉄道
  - 西鉄天神大牟田線: 紫駅（普通列車のみ停車）・西鉄二日市駅
  - JR鹿児島本線: 二日市駅
- バス
  - 西鉄バス二日市: 松ヶ浦バス停

## 著名な出身者
- 川原昭二（元プロ野球選手）
- 梅津茂美（元プロ野球選手）
- 吉竹春樹（元プロ野球選手）
- 加藤良治（元プロ野球選手）
- 藤野正剛（元プロ野球選手）
- 田村浩一（元プロ野球選手）
- 松井隆昌（元プロ野球選手）
- 岳野竜也（元プロ野球選手）
- 梅野雄吾（プロ野球選手）
- 河野聡太（プロ野球選手）
- 熊谷尚也（プロバスケットボール選手）
- 河野悠輝（ラグビー選手）
- 藤井尚之（ミュージシャン、元チェッカーズのメンバー）
- 野村謙（D1ドライバー）
- 木村優希（久留米大学の大学生）
- 岡恭平　 （九州産業大学の大学生）
- 菊池譲　（久留米大学の大学生）

## 関連校
- 九州産業大学
- 九州産業大学付属九州高等学校
- 九州英数学舘（予備校）: 1999年に一般大学受験科を廃止
  - 福岡美術学院
  - 国際言語学院（留学生の準備教育機関）